# Bulbophyllum hellwigianum
Bulbophyllum hellwigianum là một loài phong lan thuộc chi Bulbophyllum.